# Танга (приток Покши)

Танга — река в России, протекает в Красносельском районе Костромской области. Устье реки находится в 19 км по левому берегу реки Покша. Длина реки составляет 28 км, площадь водосборного бассейна 158 км². В 8 км от устья по правому берегу принимает реку Юрцевка.
Исток реки находится к северо-западу от деревни Вложкино близ границы с Ивановской областью в 23 км к северо-востоку от села Красное-на-Волге. На реке стоят многочисленные деревни Красносельского района — Борисково, Петрушино, Заречье, Гущино, Бобырщино, им. Чапаева, Подсосенье, Аржаниково. Впадает в Покшу у деревни Рыжково.

## Данные водного реестра
По данным государственного водного реестра России относится к Верхневолжскому бассейновому округу, водохозяйственный участок реки — Волга от города Кострома до Горьковского гидроузла (Горьковское водохранилище), без реки Унжа, речной подбассейн реки — Волга ниже Рыбинского водохранилища до впадения Оки. Речной бассейн реки — (Верхняя) Волга до Куйбышевского водохранилища (без бассейна Оки).
По данным геоинформационной системы водохозяйственного районирования территории РФ, подготовленной Федеральным агентством водных ресурсов:
- Код водного объекта в государственном водном реестре — 08010300412110000013278
- Код по гидрологической изученности (ГИ) — 110001327
- Код бассейна — 08.01.03.004
- Номер тома по ГИ — 10
- Выпуск по ГИ — 0